# Bagrus lubosicus
Bagrus lubosicus е вид лъчеперка от семейство Bagridae.

## Разпространение
Видът е разпространен в Демократична република Конго.

## Описание
На дължина достигат до 24,3 cm.